# Eteobalea anonymella
Eteobalea anonymella is een vlinder uit de familie prachtmotten (Cosmopterigidae). De wetenschappelijke naam is voor het eerst geldig gepubliceerd in 1965 door Riedl.
De soort komt voor in Europa.